# Goussainville (Val-d'Oise)
Goussainville è un comune francese di 31.225 abitanti situato nel dipartimento della Val-d'Oise nella regione dell'Île-de-France.

## Storia
Fu menzionato per la prima volta in un documento del 22 gennaio 831.
Nel 1923 i terreni della Grange des Noues furono suddivisi in lotti di 400 m² e venduti a lavoratori e piccoli risparmiatori. Fu una grande operazione immobiliare, con 5.000 lotti venduti. Nei vent'anni tra le due guerre, il villaggio crebbe fino a diventare una città di 7.000 abitanti. Nel 1927 l'Abbé Mercier costruì personalmente la cappella di Saint-Michel, grazie a una sottoscrizione e all'aiuto dei suoi parrocchiani. La chiesa attuale, sullo stesso sito, fu costruita nel 1956. Durante la seconda guerra mondiale diciannove persone furono deportate o fucilate, tra cui un'intera famiglia. Dopo la guerra, furono costruiti grandi complessi residenziali per soddisfare l'elevata domanda di alloggi, a partire dall'HLM de la gare (1959), seguito da Cité Ampère (1966) e Grandes Bornes (1968). Questa urbanizzazione è stata accompagnata dalla costruzione della Salle Paul-Éluard, del teatro, di palestre e di nuove scuole.
Nel 1964 il municipio fu trasferito nel centro della nuova città, in Place de la Charmeuse, in una vecchia casa. Nel 1995 fu costruito un nuovo municipio per rispondere meglio alle esigenze di una grande città.
La creazione dell'aeroporto di Roissy-Charles-de-Gaulle ha portato al declino del vecchio villaggio, che si è trovato improvvisamente sulla traiettoria di una pista e in una zona ad altissimo inquinamento acustico. I residenti abbandonarono la zona e, per decreto, Aéroports de Paris fu obbligata ad acquistare le case messe in vendita e a mantenerle (non si trattava, a rigore, di un caso di esproprio), poiché la vicinanza di una chiesa classificata come monumento storico impediva la loro demolizione.
Il 3 giugno 1973, durante il Salone aeronautico di Parigi, un Tupolev 144 si schiantò sulla cittadina, distruggendo una quindicina di case e una scuola - fortunatamente chiusa quel giorno - uccidendo tutti e sei i membri dell'equipaggio e otto persone a terra.

## Società

### Evoluzione demografica
Abitanti censiti

## Infrastrutture e trasporti
Goussainville è servita dalle stazioni Goussainville e Les Noues della linea D della RER.